# CST4
CST4‏ (Cystatin S) هوَ بروتين يُشَفر بواسطة جين CST4 في الإنسان.